# Minóg trójzębny
Minóg trójzębny (Entosphenus tridentatus) – anadromiczny gatunek pasożytniczego bezżuchwowca z rodziny minogowatych (Petromyzontidae). Gatunek typowy rodzaju Entosphenus. Epitet gatunkowy nawiązuje do 3 większych zębów położonych w otworze gębowym po każdej stronie lejka ssącego.

## Zasięg występowania
Minóg trójzębny występuje w północnym Oceanie Spokojnym wzdłuż wschodnich wybrzeży Azji i zachodnich Ameryki Północnej od wyspy Hokkaido w Japonii po środkową część stanu Kalifornia Dolna w Meksyku. Na kontynencie północnoamerykańskim stwierdzono również stałe populacje słodkowodne (Jezioro Culrus Lake w Kolumbii Brytyjskiej, rzeka Kolumbia, rzeka Sprague River w Oregonie, jezioro Goose Lake na pograniczu Oregonu i Kalifornii oraz rzeki Klamathi, Shasta i jezioro Copco Lake w Kalifornii).
Przez pewien czas wyróżniano dwa podgatunki minoga trójzębnego: Entosphenus tridentatus tridentatus występujący od rzeki Kolumbia na północ, oraz Entosphenus tridentatus ciliatus występujący od rzeki Klamath na południe. Podział ten jednak nie jest dalej utrzymywany.

## Budowa ciała
Osiąga 10–80 cm długości całkowitej (średnio ok. 40 cm) i 120–500 g masy ciała. Ciało minoga trójzębnego jest obficie pokryte śluzem. Otwór gębowy jest co najmniej równie szeroki, bądź szerszy, niż głowa. Wzdłuż tułowia, zwykle, od 60 do 71 miomerów, skrajnie od 57 do 78. Procentowe proporcje długości poszczególnych części ciała są następujące: odcinek przedskrzelowy 9,8–18% długości całkowitej ciała, odcinek skrzelowy 7,8–12,6%, tułów 40,3–54%, ogon 23,6–34,9%, oko 1,3–4,5%, przyssawka 4,6–9,1%. Płetwy grzbietowe są przesunięte daleko w tył ciała, przednia z nich jest niższa i krótsza (u samców wyższa niż u samic). Płetwa ogonowa zaokrąglona lub łopatkowata, jej dolna część jest większa niż górna. Jest ona połączona z płetwą grzbietową i odbytową. Płetwa odbytowa szczątkowa, u samców prawie niewidoczna. 
Ubarwienie dorosłych osobników, żyjących w morzu, jest niebieskoczarne z zielonkawym grzbietem i srebrzystym, bądź białym brzuchem.  Tarlaki są czerwono-brązowe. Linia boczna może być ciemno pigmentowana.

## Biologia i ekologia

### Tryb życia
Gatunek anadromiczny, lecz tworzy również osiadłe, słodkowodne populacje. Ślepice żyją w mulistym, bądź piaszczystym dnie płytkich, przybrzeżnych bądź spowolnionych partii strumieni. Osobniki dorosłe u form osiadłych pozostają w słodkiej wodzie, w strumieniach, rzekach bądź jeziorach, zaś u form wędrownych spływają do morza, gdzie żyją głównie w mezopelagialu na głębokości do 800 m. W Oregonie stwierdzono jego występowanie w odległości do 117 km od wybrzeża.
Ślepice żyją w wodach słodkich przez okres 4 do 6 lat, zaś osobniki dorosłe żerują przez okres 20–42 miesięcy. Maksymalna długość życia wynosi 9 lat.

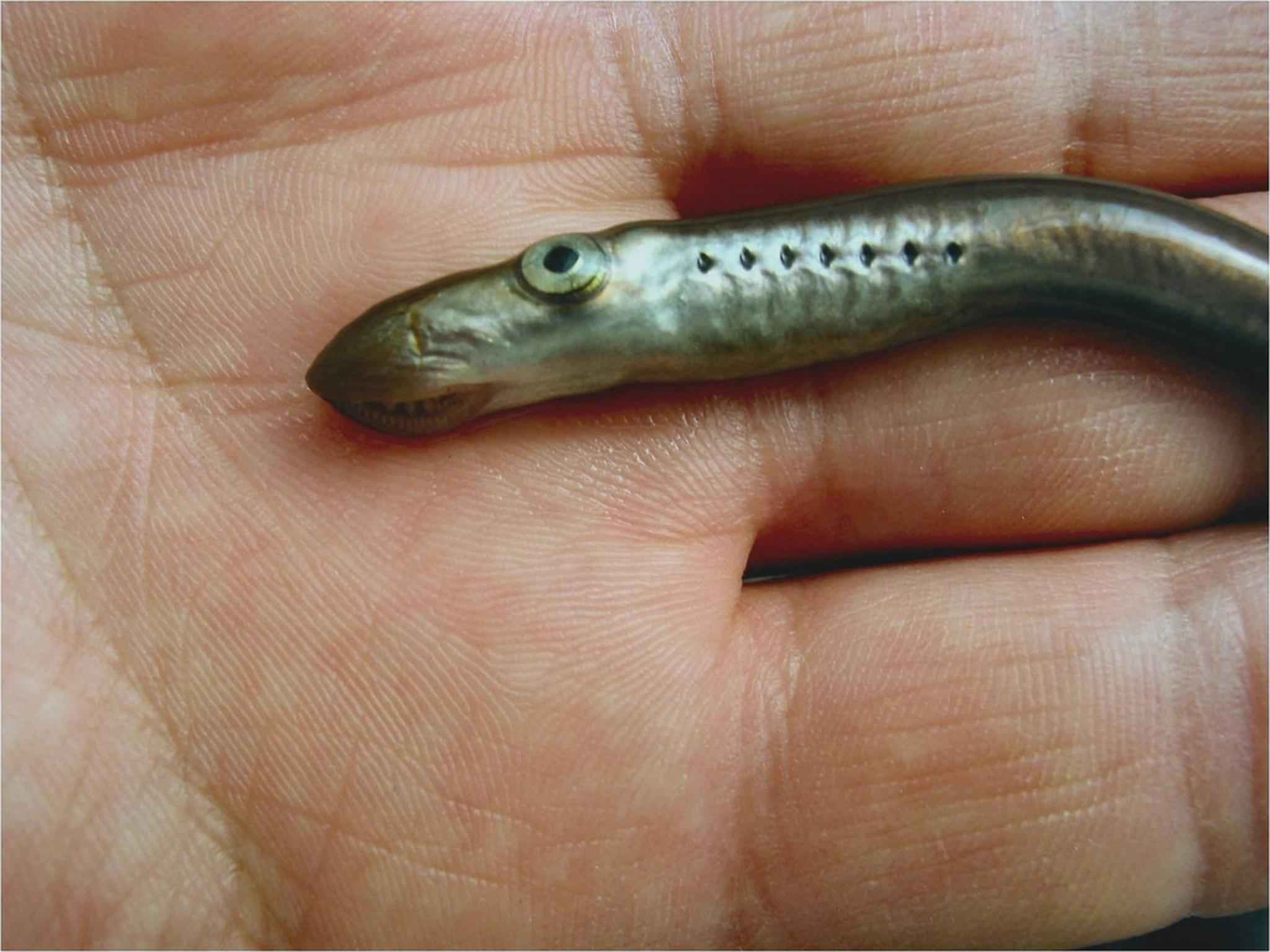
Ślepica

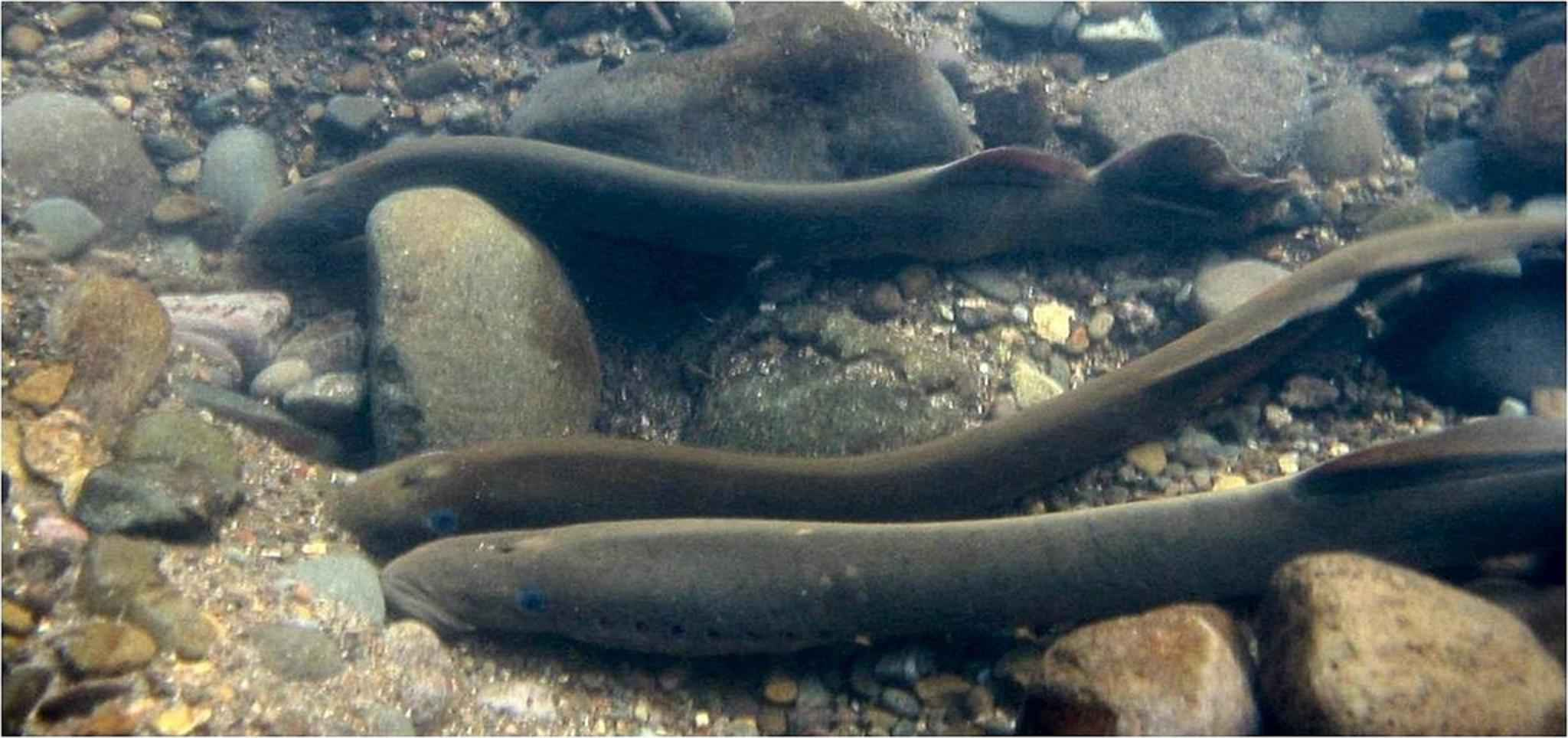
Grupa osobników dorosłych

### Odżywianie
Osobniki dorosłe pasożytują na rybach oraz na waleniach (kaszalotach). Przyczepiają się one do boku bądź brzucha ofiary i wysysają z niej krew oraz płyny ustrojowe. Przed wędrówką tarłową przerywają żerowanie.

### Rozród
W Kolumbii Brytyjskiej wędrówki tarłowe trwają od kwietnia do września. W rzece Kolumbia przed ukończeniem zapory Grand Coulee, w 1941 roku, minogi trójzębne docierały aż 800 km w górę, do miasta Kettle Falls. Przy pokonywaniu przeszkód np. wodospadów, wędrujące tarlaki pomagają sobie używając przyssawki, którą przytwierdzają się do kamieni i powoli przesuwają za jej pomocą w górę.
Tarło odbywa się przy temperaturze wody 10–15° C. W Kolumbii Brytyjskiej trwa ono od czerwca do końca lipca, natomiast w Oregonie zaczyna się w maju i trwa do lipca. W trakcie tarła samiec i samica kopią razem gniazdo, po czym samica przysysa się do skały, zaś samiec przysysa się do jej czoła i owija wokół niej. Następnie tarlaki wibrują razem uwalniając ikrę i nasienie. Samce kopulują z więcej niż jedną samicą. Płodność jednej samicy wynosi od około 100 do około 240 tys. ziaren ikry. Tarlaki giną w okresie od 3 do 36 dni po odbyciu tarła. Ikra dojrzewa przez okres 1–2 tyg, w zależności od temperatury wody. W tym czasie bywa zjadana przez ryby.

## Znaczenie dla człowieka
Rdzenne plemiona amerykańskie zamieszkujące wybrzeże Pacyfiku i Wyżynę Kolumbii od wielu wieków poławiały minogi trójzębne – nazywane ksuyas lub asum – w celach konsumpcyjnych, obrządkowych oraz medycznych. Indianie łapali je ręką, przy pomocy sieci lub haka osadzonego na długiej tyczce, w miejscach gromadzenia się przed tarłem. Leczniczy olej zbierany z minoga w trakcie suszenia był stosowany podczas kąpieli do smarowania skóry lub schorowanych części ciała, a także dla wzmocnienia włosów i leczenia bólu w uszach. Na początku XX wieku traperzy używali minogów jako przynęty na kojoty.
W 1812 roku europejscy osadnicy uzyskali, od Indian z plemienia Umatilla w Oregonie, minogi trójzębne w celach konsumpcyjnych. Od lat 40. XX wieku poławia się ten gatunek gospodarczo. Miejsce połowu w pobliżu wodospadu Willamette Falls na rzece Willamette jest znane co najmniej od 1913 roku, złowiono wtedy, i zmielono na mączkę rybną przeznaczoną dla wylęgarni łososia, 24,5 ton minoga trójzębnego. Pomiędzy 1943 a 1947 złowiono go 740 ton i przeznaczono do produkcji oleju, na karmę dla zwierząt gospodarskich, drobiu i ryb. W roku 1994 wyeksportowano do Europy, w celach konsumpcyjnych dla ludzi, około 1,8 ton tego gatunku minoga.
Mięso minoga trójzębnego jest tłuste, smaczne i pożywne. Spożywane świeże i wędzone. Wartość odżywcza mięsa minoga trójzębnego waha się od 5,9 do 6,3 kcal/g. Olej jest używany w badaniach naukowych – stanowi źródło witamin i antykoagulantów. Ślepice wykorzystuje się jako karmę dla zwierząt gospodarskich, do przerobu na mączkę rybną, w celach dydaktycznych, a także jako przynętę na ryby, zwłaszcza bassa małogębowego.
Znaczenie jego ataków na ważne gospodarczo gatunki ryb nie jest wystarczająco zbadane.